# Società Cooperativa Sportiva Dilettantistica Ravenna Football Club 1913 2016-2017
Questa voce raccoglie le informazioni riguardanti la Società Sportiva Dilettantistica Associazione Calcio Mestre nelle competizioni ufficiali della stagione 2016-2017.

## Risultati

### Serie D

#### Poule scudetto
| Arbitro: | Perenzoni (Rovereto) |

|  |           |           |
|  | Marcatori | 82’ Broso |

| Arbitro: | Mercenaro (Genova) |

|           |           |               |
| Broso 82’ | Marcatori | 31’ Rubechini |

| Arbitro: | Colombo (Como) |

|                                                            |                      |                                                                   |
| Lattanzio 23’ Raucci 73’                                   | Marcatori            | 54’ Broso 90+3’ Forte                                             |
| Lattanzio Posillipo Raucci Petta Miale Petitti Diop Risolo | Tiri di rigore 6 – 7 | Forte Venturini Innocenti Pregnolato Broso Selleri Rrapaj Venturi |

| Arbitro: | Miele (Nola) |

|                           |           |                    |
| D'Errico 48’ Gasparri 62’ | Marcatori | 29’ (rig.) Selleri |